# 工藤静香 Full of Love Concert Tour 1999
『工藤静香 Full of Love Concert Tour 1999』（くどうしずか フル・オブ・ラヴ コンサートツアー ナインティーンナインティナイン）は、工藤静香通算10作目のライブ・ビデオ。1999年12月18日発売。発売元はポニーキャニオン。規格品番：PCVP-52712（VHS）。工藤静香のライブ・ビデオでDVDが発売された初作品（PCBP-142）。

## 解説
1999年6月30日に東京・NHKホールで開催された公演を収録した映像作品。スタジオ・アルバム『Full of Love』（1999年6月2日発売、PCCA-01336）を引下げて行われたコンサート・ツアーとなる。尚、ライブ完全収録版ではない。
1998年頃から趣味でサーフィンに凝っていたため、それまでのライブ・ビデオ映像と比較し、圧倒的な小麦色肌での歌唱姿が特徴。
一部の歌唱シーンがマルチアングル対応となっており、ダンス・シーン等を画面切り替えで視聴可能。
セットリストでは、うしろ髪ひかれ隊のデビュー曲「時の河を越えて」（1987年5月17日発売、7A0717）のソロ・ヴァージョン、ソロ・デビュー曲「禁断のテレパシー」（1987年8月31日発売、7A0764）を経て、当時の最新シングル「Blue Zone」（1999年4月7日発売、PCDA-01148）を披露。約12年の時空を一気に飛び越えるような演出となった。また、「Blue Rose」「Blue Velvet」「Blue Zone」と、いわゆる "Blue三部作" すべてが披露された唯一のコンサート・ツアーである。
発売当時既にDVD化されていたが、2007年9月19日にはソロ・デビュー20周年を記念し、それまでに発表された全ライブ・ビデオを収納したDVD-BOX『Shizuka Kudo THE LIVE DVD COMPLETE BOX』（PCBP-51826）がリリースされ、本作品のDVDも収められた。

## 収録曲
1. in the sky
  - フジテレビ系TVドラマ『神様、もう少しだけ』（1998年7月 - 9月）挿入歌。
2. ダイナマイト
3. It's OK
4. Break
5. ZIGUZAGU
  - サビ部分のダンスに特徴があるナンバー。
6. Blue Velvet
  - フジテレビ系TVアニメ『ドラゴンボールGT』エンディング・テーマ。
7. あなたしかいないでしょ
8. SEASIDE
  - 海を舞台にしたナンバーで、実在する海岸の名称が歌詞中に登場する。
9. ずっと
10. 時の河を越えて
  - うしろ髪ひかれ隊のデビュー・シングル曲。
  - フジテレビ系TVアニメ『ハイスクール!奇面組』オープニング・テーマ。
11. 禁断のテレパシー
12. Blue Zone
  - TOYO TIRE コマーシャルソング。
13. Jaguar Line
14. Blue Rose
  - 本ライブに限らず、「Jaguar Line」〜「Blue Rose」と続けて披露される機会が多い[1]。
15. color

## 関連作品
- I'm not - M-3
- Full of Love - M-2・5・8・9・12・15
- ミレニアム・ベスト - M-6・7・10〜14
- Shizuka Kudo 20th Anniversary the Best - M-6・7・11・13・14
- 20th Anniversary B-side collection - M-1・4